# Tiempo desarticulado
Tiempo desarticulado (Time out of Joint) es una novela de Philip K. Dick, escrita en 1959.

## Argumento
El protagonista es Ragle Gumm, que ha conseguido cierta fama al ganar ininterrumpidamente el concurso del periódico ¿Dónde estará mañana el hombrecito verde?
Unas tiras de papel y una premonición le hacen sospechar que el mundo en que vive no es del todo real. Intenta escapar de la ciudad, y descubre que en realidad vive en 1997, y no en el año 1959 en el que él creía vivir, viendo un ejemplar del Times de 1995 en que aparece como hombre del año. No obstante, le capturan y borran la memoria. 
El segundo intento, junto a su cuñado Victor Nelson ("Vic"), le lleva a robar un camión del ayuntamiento, con el que llegan a una ciudad en la que conocen a unos jóvenes de extraño aspecto. Allí descubren que el gobierno de la tierra, bajo el nombre de “Un mundo feliz”, lleva a cabo una guerra contra los colonos de la luna, denominados "lunáticos". Él tiene una capacidad innata para deducir dónde bombardearán los lunáticos desde la cara oculta de la Luna, y trabajaba junto al ejército para neutralizar los ataques. Pero luego él decidió desertar al bando de los colonos lunares y planéo emigrar secretamente a la Luna. Fue capturado, su memoria fue borrada, y se creó la falsa ciudad  a su alrededor de forma que siguiera prediciendo dónde caerían los misiles mediante su participación en un concurso de periódico, sin reparos morales por estar en el bando equivocado. 
Cuando Gumm se da cuenta de su verdadera historia, decide, después de todo, emigrar a la Luna, porque el anhelo de explorar y emigrar es una tendencia humana innata. Su cuñado Vic rechaza esta creencia, y vuelve a la ciudad. El libro termina con la esperanza de paz, porque los colonos están más dispuestos a negociar de lo que el gobierno de la Tierra les ha estado diciendo a sus ciudadanos durante todo ese tiempo. 
El libro también muestra que la falsa ciudad no era solo un fraude impuesto sobre Gumm. El propio Gumm había soñado despierto con su idílica infancia de los años 50, y estaba a empezando a confundir sueños con realidad. El gobierno de la Tierra simplemente utilizó esta tendencia, y construyó una ciudad que coincidía con sus sueños, y les lavó el cerebro a voluntarios para que pasaran a ser su "familia" y sus "vecinos". Las discrepancias entre el falso 1959 y nuestro 1959 son explicadas como rasgos de sus sueños, ideas que le daban seguridad y confort.